# Casamance-Konflikt

Die Region Casamance (rot) in Senegal

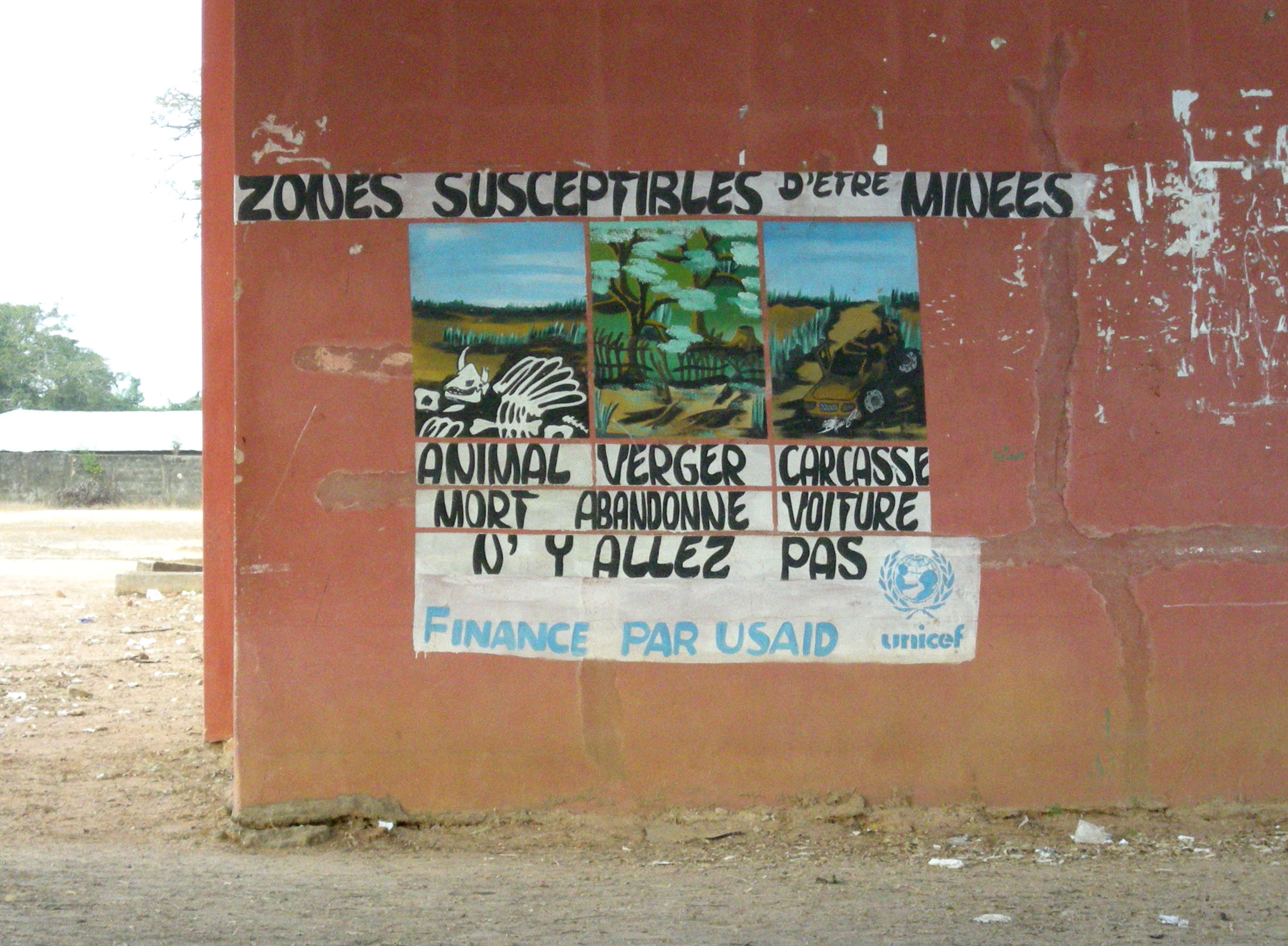
Wandmalerei, die vor Landminen warnt, an der Schule von Oussouye

Der Casamance-Konflikt war eine von dem Mouvement des forces démocratiques de la Casamance (MFDC) seit 1990 ausgetragene militärische Auseinandersetzung um die Erlangung der Unabhängigkeit der Casamance von Senegal.
Die Region ist Siedlungsschwerpunkt der Volksgruppe der Diola, die eine lange Tradition von Unabhängigkeitsbestrebungen hatten. Der MFDC organisierte anfangs friedliche Demonstrationen für die Freiheit. 1982 wurden die Anführer der Organisation inhaftiert, was einen Teufelskreis von Gewalt und Gegengewalt auslöste.

## Ausbruch bewaffneter Gewalt
1990 begann der MFDC mit Unterstützung der Streitkräfte Guinea-Bissaus mit Angriffen auf militärische Einrichtungen in der Region. Die senegalesische Armee wiederum griff Stellungen des MFDC in der traditionell als „Basse Casamance“ bezeichneten Region Ziguinchor und in Guinea-Bissau an. Beide Seiten des Konflikts werden beschuldigt, dabei auch Unbeteiligte angegriffen zu haben.
Zahlreiche Waffenstillstandsabkommen wurden in den 1990er Jahren geschlossen, allerdings war keines von Dauer. Der Übergriff auf vier französische Touristen brachte den Konflikt auch in die europäischen Schlagzeilen; beide Seiten der Auseinandersetzung beschuldigten sich gegenseitig, dafür verantwortlich zu sein.
Mit Augustin Diamacoune Senghor bekam der MFDC einen Anführer, der wieder Verhandlungslösungen suchte. Da die Regierung Senegals die Unabhängigkeit der Region weiter strikt ablehnte, spalteten sich einige Mitglieder vom MFDC ab und begannen erneut den bewaffneten Kampf.
Zwischen 1997 und März 2001 wurden ungefähr 500 Menschen Opfer des Kampfes.
Die staatlichen Maßnahmen und Pläne zur Beseitigung von Antipersonenminen machen deutlich, dass sich das Kampfgebiet auf die drei Départements der Region Ziguinchor und das Département Goudomp der Region Sédhiou konzentrierte.

## Suche nach Verhandlungslösungen
Mit dem Amtsantritt von Abdoulaye Wade änderte sich die Politik der Regierung gegenüber den Separatisten. Während sein Amtsvorgänger Abdou Diouf auf eine militärische Lösung setzte, setzte Wade auf Verhandlungen. Unterstützt wurden seine Bemühungen durch einen Machtwechsel im benachbarten Guinea-Bissau und den Tod des dortigen langjährigen Generalstabschefs Ansumané Mané im Jahr 2000. Dadurch verloren die Separatisten den Rückhalt im südlichen Nachbarland. Vor diesem Hintergrund unterzeichnete Senghor im März 2001 erneut ein Abkommen, das unter anderem die Freilassung von Gefangenen, die Rückkehr der Flüchtlinge und die Räumung der Landminen vorsah. Autonomie allerdings sah das Abkommen nicht vor. Daraufhin spaltete sich der MFDC in zwei Fraktionen, die sich gegenseitig bekämpfen. Wade berief ferner zwei Minister aus der Casamance in seine Regierung und ersetzte auch den Bürgermeister von Ziguinchor durch einen Mann aus dem Süden. Zudem besuchte er die Casamance persönlich und verhandelte mit gemäßigten Vertretern der MDFC. So wollte er beitragen, die Bewohner der Casamance in Senegal besser zu integrieren.
Seit der Spaltung der MDFC führte der militante Flügel unter dem Anführer Salif Sadio die Kämpfe weiter. Sie haben allein bis 2009 etwa 5000 Menschenleben gekostet.  Die von Sadio geführte Fraktion der MDFC beachtet seit etwa Anfang 2015 einen „einseitigen Waffenstillstand“.
Ein neuer Anlauf zur Beendigung des Konflikts wurde im August 2011 gestartet, Senegals Präsident Abdoulaye Wade hat am 17. August bei einem Arbeitsbesuch in Gambia seinen Amtskollegen Präsident Yahya Jammeh gebeten, in diesem Konflikt zu vermitteln.
Eine weitere Entschärfung des Konflikts ergab sich nach dem Ende der Präsidentschaft von Yahya Jammeh in Gambia Anfang 2017. Den Machtwechsel nutzte der Nachfolger von Wade, Macky Sall, mit gezielten diplomatischen Initiativen. Dadurch verloren die Separatisten ihren Rückhalt auch im nördlichen Nachbarland. Der Konflikt in der Casamance wird hauptsächlich noch von Splittergruppen der MDFC weitergeführt, die durch eine Art Banditentum versuchen, sich wirtschaftlich über Wasser zu halten.
Ein Massaker im Wald von Bourofaye nahe der Gemeinde Nyassia südlich von Ziguinchor am 6. Januar 2018, als 14 Holzfäller beim illegalen Einsammeln von Brennholz ermordet worden waren, wird zwar von keiner Seite mit der MDFC in Verbindung gebracht, hat jedoch die gute Entwicklung der Sicherheitslage in der Region wieder zurückgeworfen. Als Hintergrund der Bluttat werden grenzüberschreitende Aktivitäten einer „Holzmafia“ vermutet, die sich durch illegale Abholzungen bei der Bevölkerung unbeliebt macht, zumal Heilige Wälder in den traditionellen religiösen Riten wie Kankurang oder Boukout eine wichtige Rolle spielen.